# Llywelyn ap Gruffydd
Llywelyn ap Gruffydd ou Llywelyn Ein Llyw Olaf (c. 1223 - 11 de dezembro de 1282) - que significa "Llywelyn, Nosso Último Líder" - foi o último Príncipe de Gales antes de ser conquistado por Eduardo I da Inglaterra. As vezes ele é chamado de Llywelyn III de Venedócia ou Llywelyn II de Gales.

## Genealogia e infância
Llywelyn era o segundo de quatro filhos de Gruffydd, filho mais velho de Llywelyn, o Grande, e Senena ferch Rhodri. O mais velho era Owain Goch ap Gruffydd e Llywelyn possuia outros dois irmãos mais novos, Dafydd ap Gruffydd e Rhodri ap Gruffudd. Llywelyn deve ter nascido em torno de 1222 ou 1223. Sua primeira batalha, pelo que se sabe, foi em defesa do Vale de Clwyd em torno de 1244. Após a morte do seu avô em 1240, o tio de Llywelyn, Dafydd ap Llywelyn o sucedeu como governante de Venedócia. O pai de Llywelyn, Gruffydd, e seu irmão Owain foram mantidos como prisioneiros por Dafydd e, posteriormente, transferidos para a custódia do rei Henrique III. Gruffydd morreu em 1244 enquanto tentava escapar da prisão na Torre de Londres, caindo da janela de sua cela. 
Após a morte de Gruffydd, o rei Henrique não via mais motivos para usar Dafydd e uma guerra eclodiu entre ambos em 1245. Llywelyn apoiou seu tio na sangrenta batalha que se seguiu. Owain, enquanto isso, foi solto por Henrique após a morte de seu pai na tentativa de que Owain iniciasse uma guerra civil em Venedócia, mas ele ficou em Chester. Quando Dafydd morreu em Fevereiro de 1246, o centro das atenções passou para Llywelyn.

## Início do reinado

Brasão de armas pessoal de Llywelyn ap Gruffudd

Brasão de Venedócia

Llywelyn e Owain acertaram os termos com o rei Henrique III e em 1247, assinaram o Tratado de Woodstock no Palácio de Woodstock. Os termos que eles foram forçados a aceitar, os restringia a Venedócia Superior, parte oeste de Venedócia do Rio Conwy, que foi dividido entre eles. Venedócia Inferior, parte leste do rio, foi anexado pelo rei Henrique.
Quando Dafydd ap Gruffydd atingiu a maioridade, o rei Henrique anunciou sua intenção de dá-lo a parte de Commote de Cymydmaen. Llywelyn recusou a aceitar o acordo, e Owain e Dafydd formaram uma aliança contra ele. Isso levou a Batalha de Bryn Derwin em junho de 1255. Llywelyn derrotou seus irmãos e os capturou, se tornando governante de Venedócia Uwch Conwy. A partir de então, Llywelyn começou a planejar uma expansão de seu território, já que havia apoio da população que se ressentia com o domínio inglês. Venedócia Inferior, também conhecida como "Perfeddwlad", foi dada pelo rei Henrique ao seu filho Eduardo e durante o verão de 1256, ele visitou a área, mas falhou ao negociar com os descontentes contra o governo de seus oficiais. Um apelo foi feito a Llywelyn que, em novembro, cruzou o rio Conwyn com um exército acompanhado de seu irmão Dafydd, que havia sido solto de sua prisão. No início de dezembro, Llywelyn controlava toda Venedócia Inferior a partir dos castelos em Dyserth e Deganwy. 
Llywelyn se voltou para o sul do território, onde tinha o apoio de Maredudd ap Rhys Grug de Deheubarth. Eles conseguiram dominar Ceredigion e depois passaram para Ystrad Tywi, que foi dado a Maredudd como recompensa por tê-lo ajudado e retirado Rhys Fychan, irmão de Maredudd, do poder uma vez que ele apoiava o rei inglês. Um exército inglês, comandado por Stephen Bauzan invadiu a região na tentativa de resgatar Rhys Fychan, mas foi derrotado pelas tropas galesas na Batalha de Cadfan em junho de 1257. Nesse meio tempo, Rhys já havia desistido de dar suporte ao rei Henrique e fez as pazes com Llywelyn. 
Rhys Fychan aceitou Llywelyn como seu governante, mas isso causou problemas para Llywelyn, já que ele havia dado suas terras a Maredudd. Llywelyn devolveu as terras a Rhys, mas os enviados do rei Henrique se aproximaram de Maredudd e ofereceram a ele as terras de Rhys caso ele mudasse de lado. Maredudd aceitou a proposta e prestou juramente ao rei em 1257. No início de 1258, Llywelyn já usava o título de Príncipe de Gales, usado primeiramente em um acordo entre Llywelyn, seus seguidores e a nobreza escocesa associada a família Comyn. Em 1263, o irmão de Llywelyn, Dafydd, passou para o lado do rei.
Na Inglaterra, Simão de Montfort derrotou aqueles que apoiavam o rei Henrique na Batalha de Lewes em 1264, capturando o rei e o príncipe Eduardo. Llywelyn começou as negociações com Montfort e, em 1265, lhe ofereceu 30 000 marcos em troca de paz permanente, no qual o direito de Llywelyn governar Gales seria reconhecido. O Tratado de Pipton, em 22 de junho de 1265, estabelecia uma aliança entre Llywelyn e Montfort, mas os termos favoráveis desse tratado a Llywelyn mostrava o quão fraco era a posição de Montfort. Montfort foi morto em 1265 na Batalha de Evesham, batalha o qual Llywelyn havia prometido participar, mas não tomou parte.

## Supremacia em Gales

Gales após o Tratado de Montgomery em 1267.
Venedócia, Principado de Llywelyn ap Gruffudd
Territórios conquistados por Llywelyn ap Gruffudd
Territórios dos vassalos de Llywelyn
Senhores da Marcha dos Barões
Senhores do Rei da Inglaterra

Após a morte de Simão de Montfort, Llywelyn lançou uma campanha para ganhar uma posição vantajosa antes que o rei Henrique se recuperasse de suas perdas. Em 1265, Llywelyn capturou o Castelo de Hawarden e levou o exército combinado de Hamo Lestrange e Maurício Fitz Gerald para o norte de Gales. Então, Llywelyn se moveu para Brycheiniog, e em 1266, levou o exército de Rogério Mortimer. Através do papa Adriano V, Llywelyn começou as negociações com o rei Henrique, e foi posteriormente reconhecido como Príncipe de Gales pelo rei no Tratado de Montgomery em 1267. Em troca de seu título, a retenção das terras que ele conquistou e a vassalagem de outros governantes de Gales, ele teve que pagar um tributo de 25 000 marcos anuais, em prestações de 3 000 marcos, e se ele desejasse poderia conseguir mais tributos de um dos principais príncipes nativos - Maredudd ap Rhys of Deheubarth - por outros 5 000 marcos. No entanto, as ambições por território gradualmente o fizeram impopular entre alguns senhores menores de Gales, principalmente no sul do país.
O Tratado de Montgomery marcou o ponto mais alto do poder de Llywelyn. Os problemas começaram alguns anos depois do tratado, iniciando uma disputa com a aliança de Gilberto de Clare com outros senhores de terras em Glamorgan. Gilberto construiu o Castelo de Caerphilly em resposta a disputa. O rei Henrique enviou um bispo para tomar posse do castelo enquanto a disputa era resolvida, mas quando Gilberto recuperou o castelo através de um trapaça, o rei não pode fazer nada a respeito da disputa.
Após a morte do rei Henrique no final de 1272, com o novo rei Eduardo I da Inglaterra fora do reino, o governo caiu sobre três homens. Um deles, Rogério Mortimer, era o principal rival de Llywelyn. Quando Humphrey de Bohun tentou recuperar Brycheiniog, que havia sido garantido a Llywelyn pelo Tratado de Montgomery, Mortimer apoiou Bohun. Llywelyn também não estava conseguindo manter as cláusulas anuais dos termos do tratado e, por conta disso, cessou os pagamentos.
No início de 1274, houve um acordo entre o irmão mais novo de Llywelyn (Dafydd), Gruffydd ap Gwenwynwyn de Powys Wenwynwyn e Owain, filho de Gryffydd. Os três haviam planejado assassinar Llywelyn no dia 2 de fevereiro, porém o plano não foi executado por conta de uma tempestade de neve. Llywelyn não descobriu todos os detalhes do plano até que Owain confessou tudo para o bispo de Bangor. Ele disse que a intenção era fazer com que Dafydd se tornasse Príncipe de Venedócia e que o mesmo iria recompesar Gruffydd com terras. Daffydd e Gruffydd escaparam para a Inglaterra, onde foram mantidos pelo rei e faziam incursões militares nas terras de Llywelyn, aumentando mais o seu desafeto pelos dois. Quando Eduardo convocou Llywelyn a Chester em 1275 para prestar juramento, ele recusou-se a ir.
Llywelyn também tornou-se um inimigo do rei Eduardo por ter continuado como aliado da família de Montfort, mesmo com o seu poder enfraquecido. Llywelyn procurou se casar com Eleanor de Montfort, filha de Simão de Montfort. Eles foram casados à distância em 1275, mas o rei Eduardo abriu uma exceção ao casamento, uma vez que Eleanor era sua prima de primeiro grau, filha de Eleanor de Leicester, filha do rei João I e princesa da Casa dos Plantagenetas. Quando Eleanor partiu da França para encontrar Llywelyn, Eduardo enviou piratas para abordar seu navio e a capturou, aprisionando-a no Castelo de Windsor até Llywelyn fazer certas concessões.
Em 1276, Eduardo declarou Llywelyn um rebelde e em 1277 preparou um enorme exército para marchar contra ele. A intenção de Eduardo era destruir Llywelyn completamente e tomar Venedócia Inferior para si. Ele havia considerado duas opções para Venedócia Uwch Conwy: Uma era dividir o território entre os irmãos de Llywelyn, Dafydd e Owain ou anexar Anglesey e dividir somente alguns território com os dois irmãos. Eduardo era apoiado por Dafydd ap Gruffydd e Gruffydd ap Gwenwynwyn. Muitos dos senhores menores que haviam apoiado Llywelyn, agora faziam acordos de paz com o rei Henrique. No verão de 1277, as tropas de Eduardo chegaram ao rio Conwy e acamparam em Deganwy, enquanto outras tropas capturavam Anglesey e pegavam a colheita de lá. Isso privou Llywelyn e seus homens de comida, forçando-os a aceitarem alguns termos.

## Tratado de Aberconwy
O resultado foi o Tratado de Aberconwy, o qual garantia paz em Venedócia em troca de severas concessões de Llywelyn, incluindo sua autoridade a Venedócia Superior novamente. Parte de Venedócia Inferior foi dada a Dafydd ap Gruffydd, com a promessa de que se Llywelyn morresse sem ela, parte de Venedócia Superior poderia ser dado a ele. 
Llywelyn foi forçado a reconhecer Eduardo como seu rei supremo. Inicialmente ele se recusou, mas após os acontecimentos de 1276, Llywelyn permaneceu com uma pequena porção de suas terras. Ele foi ao encontro de Eduardo e encontrou Eleanor com a família real em Worcester. Após Llywelyn concordar com os acordos de Eduardo, o rei deu a permissão para que os dois se casassem na Catedral de Worcester. Um vidral ainda existe na catedral, mostrando o casamento de Eleanor com Llywelyn. Ao que tudo indica, o casamento foi realmente por amor, pois Llywelyn não é conhecido por ter feito filhos fora do casamento (o que não é muito comum entre os Príncipes de Gales).

## Árvore Genealógica
|                                |                                |                                |                                |                                |                                |  |  |                                     |                                     |                                     |                                     |                                     |                                     |                                |                                | Llywelyn, O Grande 1173-1200-1240 |                                   |                                   |                                   |                                   |                                   |                                   |                                   |                                   |                                   |                                |                                |                                |                                |  |  |                                |                                |                                |                                |                                |                                |  |  |  |  |  |  |  |  |  |  |  |  |  |  |  |  |  |  |  |  |  |  |  |  |
|                                |                                |                                |                                |                                |                                |  |  |                                     |                                     |                                     |                                     |                                     |                                     |                                |                                |                                   |                                   |                                   |                                   |                                   |                                   |                                   |                                   |                                   |                                   |                                |                                |                                |                                |  |  |                                |                                |                                |                                |                                |                                |  |  |  |  |  |  |  |  |  |  |  |  |  |  |  |  |  |  |  |  |  |  |  |  |
|                                |                                |                                |                                |                                |                                |  |  |                                     |                                     |                                     |                                     |                                     |                                     |                                |                                |                                   |                                   |                                   |                                   |                                   |                                   |                                   |                                   |                                   |                                   |                                |                                |                                |                                |  |  |                                |                                |                                |                                |                                |                                |  |  |  |  |  |  |  |  |  |  |  |  |  |  |  |  |  |  |  |  |  |  |  |  |
|                                |                                |                                |                                |                                |                                |  |  |                                     |                                     |                                     |                                     | Gruffydd ap Llywelyn 1200-1244      | Gruffydd ap Llywelyn 1200-1244      | Gruffydd ap Llywelyn 1200-1244 | Gruffydd ap Llywelyn 1200-1244 | Gruffydd ap Llywelyn 1200-1244    | Gruffydd ap Llywelyn 1200-1244    |                                   |                                   | Dafydd ap Llywelyn 1215-1240-1246 | Dafydd ap Llywelyn 1215-1240-1246 | Dafydd ap Llywelyn 1215-1240-1246 | Dafydd ap Llywelyn 1215-1240-1246 | Dafydd ap Llywelyn 1215-1240-1246 | Dafydd ap Llywelyn 1215-1240-1246 |                                |                                |                                |                                |  |  |                                |                                |                                |                                |                                |                                |  |  |  |  |  |  |  |  |  |  |  |  |  |  |  |  |  |  |  |  |  |  |  |  |
|                                |                                |                                |                                |                                |                                |  |  |                                     |                                     |                                     |                                     | Gruffydd ap Llywelyn 1200-1244      | Gruffydd ap Llywelyn 1200-1244      | Gruffydd ap Llywelyn 1200-1244 | Gruffydd ap Llywelyn 1200-1244 | Gruffydd ap Llywelyn 1200-1244    | Gruffydd ap Llywelyn 1200-1244    |                                   |                                   | Dafydd ap Llywelyn 1215-1240-1246 | Dafydd ap Llywelyn 1215-1240-1246 | Dafydd ap Llywelyn 1215-1240-1246 | Dafydd ap Llywelyn 1215-1240-1246 | Dafydd ap Llywelyn 1215-1240-1246 | Dafydd ap Llywelyn 1215-1240-1246 |                                |                                |                                |                                |  |  |                                |                                |                                |                                |                                |                                |  |  |  |  |  |  |  |  |  |  |  |  |  |  |  |  |  |  |  |  |  |  |  |  |
|                                |                                |                                |                                |                                |                                |  |  |                                     |                                     |                                     |                                     |                                     |                                     |                                |                                |                                   |                                   |                                   |                                   |                                   |                                   |                                   |                                   |                                   |                                   |                                |                                |                                |                                |  |  |                                |                                |                                |                                |                                |                                |  |  |  |  |  |  |  |  |  |  |  |  |  |  |  |  |  |  |  |  |  |  |  |  |
| Owain Goch ap Gruffydd d. 1282 | Owain Goch ap Gruffydd d. 1282 | Owain Goch ap Gruffydd d. 1282 | Owain Goch ap Gruffydd d. 1282 | Owain Goch ap Gruffydd d. 1282 | Owain Goch ap Gruffydd d. 1282 |  |  | Llywelyn ap Gruffydd 1223-1246-1282 | Llywelyn ap Gruffydd 1223-1246-1282 | Llywelyn ap Gruffydd 1223-1246-1282 | Llywelyn ap Gruffydd 1223-1246-1282 | Llywelyn ap Gruffydd 1223-1246-1282 | Llywelyn ap Gruffydd 1223-1246-1282 |                                |                                |                                   |                                   |                                   |                                   | Dafydd ap Gruffydd 1238-1282-1283 | Dafydd ap Gruffydd 1238-1282-1283 | Dafydd ap Gruffydd 1238-1282-1283 | Dafydd ap Gruffydd 1238-1282-1283 | Dafydd ap Gruffydd 1238-1282-1283 | Dafydd ap Gruffydd 1238-1282-1283 |                                |                                |                                |                                |  |  | Rhodri ap Gruffudd 1230-1315   | Rhodri ap Gruffudd 1230-1315   | Rhodri ap Gruffudd 1230-1315   | Rhodri ap Gruffudd 1230-1315   | Rhodri ap Gruffudd 1230-1315   | Rhodri ap Gruffudd 1230-1315   |  |  |  |  |  |  |  |  |  |  |  |  |  |  |  |  |  |  |  |  |  |  |  |  |
| Owain Goch ap Gruffydd d. 1282 | Owain Goch ap Gruffydd d. 1282 | Owain Goch ap Gruffydd d. 1282 | Owain Goch ap Gruffydd d. 1282 | Owain Goch ap Gruffydd d. 1282 | Owain Goch ap Gruffydd d. 1282 |  |  | Llywelyn ap Gruffydd 1223-1246-1282 | Llywelyn ap Gruffydd 1223-1246-1282 | Llywelyn ap Gruffydd 1223-1246-1282 | Llywelyn ap Gruffydd 1223-1246-1282 | Llywelyn ap Gruffydd 1223-1246-1282 | Llywelyn ap Gruffydd 1223-1246-1282 |                                |                                |                                   |                                   |                                   |                                   | Dafydd ap Gruffydd 1238-1282-1283 | Dafydd ap Gruffydd 1238-1282-1283 | Dafydd ap Gruffydd 1238-1282-1283 | Dafydd ap Gruffydd 1238-1282-1283 | Dafydd ap Gruffydd 1238-1282-1283 | Dafydd ap Gruffydd 1238-1282-1283 |                                |                                |                                |                                |  |  | Rhodri ap Gruffudd 1230-1315   | Rhodri ap Gruffudd 1230-1315   | Rhodri ap Gruffudd 1230-1315   | Rhodri ap Gruffudd 1230-1315   | Rhodri ap Gruffudd 1230-1315   | Rhodri ap Gruffudd 1230-1315   |  |  |  |  |  |  |  |  |  |  |  |  |  |  |  |  |  |  |  |  |  |  |  |  |
|                                |                                |                                |                                |                                |                                |  |  |                                     |                                     |                                     |                                     |                                     |                                     |                                |                                |                                   |                                   |                                   |                                   |                                   |                                   |                                   |                                   |                                   |                                   |                                |                                |                                |                                |  |  |                                |                                |                                |                                |                                |                                |  |  |  |  |  |  |  |  |  |  |  |  |  |  |  |  |  |  |  |  |  |  |  |  |
|                                |                                |                                |                                |                                |                                |  |  | Gwenllian de Gales 1282-1337        | Gwenllian de Gales 1282-1337        | Gwenllian de Gales 1282-1337        | Gwenllian de Gales 1282-1337        | Gwenllian de Gales 1282-1337        | Gwenllian de Gales 1282-1337        |                                |                                | Llywelyn ap Dafydd 1267-1283-1287 | Llywelyn ap Dafydd 1267-1283-1287 | Llywelyn ap Dafydd 1267-1283-1287 | Llywelyn ap Dafydd 1267-1283-1287 | Llywelyn ap Dafydd 1267-1283-1287 | Llywelyn ap Dafydd 1267-1283-1287 |                                   |                                   | Owain ap Dafydd 1265-1287-1325    | Owain ap Dafydd 1265-1287-1325    | Owain ap Dafydd 1265-1287-1325 | Owain ap Dafydd 1265-1287-1325 | Owain ap Dafydd 1265-1287-1325 | Owain ap Dafydd 1265-1287-1325 |  |  | Tomas ap Rhodri 1300-1325-1363 | Tomas ap Rhodri 1300-1325-1363 | Tomas ap Rhodri 1300-1325-1363 | Tomas ap Rhodri 1300-1325-1363 | Tomas ap Rhodri 1300-1325-1363 | Tomas ap Rhodri 1300-1325-1363 |  |  |  |  |  |  |  |  |  |  |  |  |  |  |  |  |  |  |  |  |  |  |  |  |
|                                |                                |                                |                                |                                |                                |  |  | Gwenllian de Gales 1282-1337        | Gwenllian de Gales 1282-1337        | Gwenllian de Gales 1282-1337        | Gwenllian de Gales 1282-1337        | Gwenllian de Gales 1282-1337        | Gwenllian de Gales 1282-1337        |                                |                                | Llywelyn ap Dafydd 1267-1283-1287 | Llywelyn ap Dafydd 1267-1283-1287 | Llywelyn ap Dafydd 1267-1283-1287 | Llywelyn ap Dafydd 1267-1283-1287 | Llywelyn ap Dafydd 1267-1283-1287 | Llywelyn ap Dafydd 1267-1283-1287 |                                   |                                   | Owain ap Dafydd 1265-1287-1325    | Owain ap Dafydd 1265-1287-1325    | Owain ap Dafydd 1265-1287-1325 | Owain ap Dafydd 1265-1287-1325 | Owain ap Dafydd 1265-1287-1325 | Owain ap Dafydd 1265-1287-1325 |  |  | Tomas ap Rhodri 1300-1325-1363 | Tomas ap Rhodri 1300-1325-1363 | Tomas ap Rhodri 1300-1325-1363 | Tomas ap Rhodri 1300-1325-1363 | Tomas ap Rhodri 1300-1325-1363 | Tomas ap Rhodri 1300-1325-1363 |  |  |  |  |  |  |  |  |  |  |  |  |  |  |  |  |  |  |  |  |  |  |  |  |
|                                |                                |                                |                                |                                |                                |  |  |                                     |                                     |                                     |                                     |                                     |                                     |                                |                                |                                   |                                   |                                   |                                   |                                   |                                   |                                   |                                   |                                   |                                   |                                |                                |                                |                                |  |  | Owain Lawgoch 1330-1378        |                                |                                |                                |                                |                                |  |  |  |  |  |  |  |  |  |  |  |  |  |  |  |  |  |  |  |  |  |  |  |  |